# Arvydas Macijauskas
Arvydas Macijauskas (nacido el 19 de enero de 1980, en Klaipėda, Lituania) es un exjugador profesional de baloncesto lituano. Con una altura de 1'93 metros ocupaba la posición de escolta. En la actualidad es entrenador asistente del Perlas Vilnius de la liga lituana.

## Biografía
Arvydas fue uno de los mejores tiradores de su tiempo, con un porcentaje de tiro de tres que rondaba el 50%.
Tiene el récord como el segundo que consigue más tiros libres consecutivos en toda la historia de la Euroliga, marcando 94 antes de fallar el 26 de noviembre del 2003 ante el ALBA Berlin.
Durante el Eurobasket del 2003, que conquistó con Lituania, fue el máximo anotador de su equipo.
Jugó en la final de la Euroliga del 2004-2005 de la Final Four de Moscú con el TAU Cerámica, después de batir al CSKA Moscú en semifinales.

## NBA
Durante los 19 partidos que jugó en la NBA con los New Orleans Hornets consiguió anotar 44 puntos jugando un total de 135 minutos.
Récords:
- Máxima anotación en un partido: 8; New Orleans Hornets contra Atlanta Hawks.
- Máximo número de rebotes en un partido: 3; New Orleans Hornets contra Atlanta Hawks.

## Post-NBA
La siguiente temporada de la NBA (2005-06), Macijauskas volvió a Europa, y luego criticó fuertemente a la NBA, a su equipo y a su entrenador Byron Scott, diciendo, "Quiero olvidar este año. Todo ha ido mal. Un mal entrenador, una mala franquicia...La NBA no es divertida. Los equipos no son equipos, no hay una buena relación entre los jugadores. Todo el mundo está siempre hablando de dinero y negocios, parece que no importe ganar o perder".
Firmó un contrato de cuatro años por 9 millones de Euros con el equipo griego Olympiacos BC el día 20 de julio del 2006. Tuvo problemas en su talón de Aquiles cuando se lesionó el 16 de septiembre del 2006, durante un partido amistoso.
El 31 de marzo del 2007 volvió a jugar en un partido amistoso que fue el primero después de su grave lesión.
Jugó sus primeros dos partidos de competición después de su grave lesión contra Tau, anotando dos puntos en el primero partido y 13 en el segundo.
En la temporanda 2007-2008, estaba volviendo a ser el que era, y fue el MVP de la Euroliga en varias ocasiones, liderando al Olympiacos BC en esta competición y en la liga griega.
Tras intentar Olympiacos BC rescindir su contrato se llegó a un juicio en el que salió ganador el equipo griego por haberse lesionado con su selección, estando sin permiso del club, por lo que quedó libre de contrato pero sin recibir el salario e indenmización de los dos últimos años (4,4 millones de dólares).
El 8 de junio de 2010 anuncia su retirada definitiva del baloncesto en activo, asegurando que no lo deja del todo pues le gustaría ser entrenador algún día.

## Equipos
- Klaipėdos Universitetas-Irvinga (1996-1997)
- Klaipėdos Neptūnas  (1997-1999)
- Lietuvos Rytas (1999-2003)
- Saski Baskonia (2003-2005)
- New Orleans/Oklahoma City Hornets (2005-2006)
- Olympiacos BC (2006-2008)